# Sames II Theosebes Dikaios
Sames hoặc Samos II Theosebes Dikaios (tiếng Hy Lạp: Σάμος Θεοσεβής Δίκαιος - mất năm 109 TCN) là vị vua thứ hai của Commagene. Ông là vị vua gốc Armenia, con trai và là người kế vị của vua Ptolemaeus xứ Commagene.
Sames làm vua từ năm 130 TCN- năm 109 TCN. Dưới triều đại của mình, Sames đã ra lệnh xây dựng pháo đài ở Samosata mà hiện nay nằm dưới mực nước của con đập Ataturk Baraji. Sames qua đời vào năm 109 TCN. Người vợ của ông là Pythodoris, con gái của vua xứ Pontos, con trai và người kế vị ông là vua Mithridates I Callinicus.